# Glympis
Glympis là một chi bướm đêm thuộc họ Erebidae.

## Các loài
- Glympis concors Hübner, 1823
- Glympis eubolialis Walker, [1866]